# Manfred Voss (Lichtdesigner, 1961)
Manfred Voss (geboren am 30. Dezember 1961) ist ein deutscher Fotograf, Kameramann und Lichtdesigner, der für Industrie-, Messe-, Musik- und Fernseh-Produktionen arbeitet.

## Leben und Werk
Voss absolvierte Ausbildungen sowohl an der Robert Schumann Hochschule Düsseldorf (in Klavier, Musiktheorie, Gehörbildung und Medien-Dramaturgie) als auch an der Fachhochschule Düsseldorf in Lichttechnik, Ton- und Bildtechnik.
Voss war von 1999 bis 2008 Geschäftsführer der voss & sollik GmbH und ist seit 2006 Geschäftsführer der voss mediaDesign GmbH. Neben seiner geschäftsführenden Tätigkeit arbeitet er als freiberuflicher Fotograf, Lichtdesigner und lichtsetzender Kameramann. Er gestaltete das Showlicht für eine Reihe von Fernseh-Shows. Für Wetten, dass..? hat er von 1988 bis 2014 in seiner Funktion als Showlichtdesigner über 150 Wetten, dass...?-Sendungen betreut. Allein für die Sommer-Wetten, dass...?-Ausgaben 2009, 2010, 2011 und 2012 in der Stierkampfarena von Palma lieferte er aus Deutschland insgesamt 81 Tonnen technisches Equipment zur Ausleuchtung der Sendung.
Seit 2006 verantwortet Voss auch das Licht für Schlag den Raab und Schlag den Henssler auf Pro7 sowie, dessen englische Umsetzung Beat the star auf ITV, bis 2012 den Bundesvision Song Contest und bis 2017 Willkommen bei Carmen Nebel, die ZDF-Samstagabend-Live-Show. Er wurde weiters für mehrere im Fernsehen gezeigte Preisverleihungen engagiert – wie für den Echo Musikpreis in der ARD, den Comet auf Viva, die Bambi-Verleihungen und die Gala zum Deutschen Filmpreis. Voss gestaltete auch das Licht für die Fastnachtsgala: Mainz bleibt Mainz, wie es singt und lacht, die Finalshow Die schönsten Opern aller Zeiten von 3sat, ZDFtheaterkanal und Classica, die TV-Gala 50 Jahre Kindernothilfe mit Angela Merkel, die ZDF-Spendengala Ein Herz für Kinder mit Thomas Gottschalk sowie die Samstagabendshow „Mensch Gottschalk“ ebenfalls mit Thomas Gottschalk als Gastgeber und Moderator.
Voss gestaltete auch das Licht für vier Konzert-DVD-Produktionen mit Annett Louisan, den Prinzen, Sascha und Texas Lightning, die allesamt auch im Fernsehen ausgestrahlt wurden. Auch übernahm er die lichttechnischen Umsetzung der Vicky-Leandros-Tournee im CCH in Hamburg. Neben seinen Auftragsarbeiten für Industrie-, Messe- und TV-Kunden arbeitet Voss als international ausgezeichneter Künstler und Fine-Art-Fotograf und ist in dieser Funktion national wie auch international durch etliche Ausstellungen und Publikationen bekannt geworden. Seine Bilder werden in verschiedenen Kunstgalerien in Deutschland ausgestellt und verkauft. Im Januar 2015 wurde ihm der offizielle Titel „AFIAP“ (Artiste de FIAP) verliehen, ausgesprochen durch den größten europäischen Dachverband für Fotografie und Audiovisueller Kunst, der Fédération Internationale de l’Art Photographique (FIAP).

## Ausgewählte Arbeiten fürs Fernsehen
- Wetten, dass..?
- Die goldene Kamera
- Grand Prix Eurovision de la Chanson
- Verstehen Sie Spaß?
- 5 gegen Hundert, Comedyshow auf RTL
- Schlag den Raab
- Ein Herz für Kinder
- Willkommen bei Carmen Nebel
- 17 Meter
- Echo (Musikpreis)
- World Awards
- Women’s World Award
- Comet (Musikpreis)
- Mainz bleibt Mainz, wie es singt und lacht
- Schlag den Henssler
- Mensch Gottschalk